# Майский, Сахип Нурлугаянович
Сахип Нурлугаянович Ма́йский (тат. Сәхип Нурлыгаян улы Майский; 17 января 1901, Бигиняево, Уфимская губерния — 24 января 1942, Арпачин, Ростовская область) — командир батальона 674-го стрелкового полка 150-й стрелковой дивизии 13-й армии, капитан; один из первых уроженцев Башкирии, удостоенных высшей степени отличия СССР — звания «Герой Советского Союза».

## Биография
Родился 17 января 1901 года в деревне Бигиняево Российской империи (ныне Бураевского района Башкирии) в крестьянской семье. Татарин.
Окончил неполную среднюю школу. Работал в колхозе. В Красной Армии с 1919 года. Участвовал в Гражданской войне. Окончил Казанское пехотное училище.
Участник советско-финской войны 1939—1940 годов. Член ВКП(б) с 1939 года.
Из наградного листа:

«Командир батальона 674-го стрелкового полка (150-я стрелковая дивизия, 13-я армия) капитан Майский в декабре 1939 года в боях с белофиннами проявил исключительную отвагу, мужество, стойкость и геройство. С 8 по 24 декабря 1939 года он восемь раз поднимал в атаку бойцов своего батальона в боях за д. Коуккуниеми (ныне в Приозерском районе Ленинградской области). Под обстрелом вражеских дотов № 106 и 107 батальон ружейно-пулемётным огнём выбил врага из противотанкового рва и траншей и 23 декабря занял деревню. Батальон продолжал наступление. Капитан С. Н. Майский был тяжело ранен, но остался в строю до выполнения батальоном боевой задачи».

Указом Президиума Верховного Совета СССР от 7 апреля 1940 года «за образцовое выполнение боевых заданий командования на фронте борьбы с финской белогвардейщиной и проявленные при этом отвагу и геройство» капитану Майскому Сахипу Нурлугаяновичу присвоено звание Героя Советского Союза, с вручением ордена Ленина и медали «Золотая Звезда» (№ 438).
Участник Великой Отечественной войны с июня 1941 года. Заместитель командира механизированной бригады подполковник С. Н. Майский был ранен в бою и умер в госпитале 24 января 1942 года. Похоронен в братской могиле в станице Багаевской Ростовской области.
Навечно записан в списки первой роты первого батальона Высшего Командного Краснознамённого имени президиума Верховного Совета ТАССР танкового училища.

## Награды
- Медаль «Золотая Звезда» Героя Советского Союза (07.04.1940)[2].
- Орден Ленина.
- Орден Красного Знамени.
- Медали.

## Память
- Навечно зачислен в списки воинской части.
- На родине Героя на здании школы в деревне Бигиняево Бураевского района Башкирии установлена мемориальная доска.
- Улица Майского в станице Багаевской Ростовской области[1].